# Курьер (фильм, 2019)
«Курьер» (англ. The Courier) — экшн-триллер совместного производства США и Великобритании с Ольгой Куриленко, Гэри Олдменом, Дермотом Малруни и Уильямом Моусли в главных ролях.
Премьера в США состоялась 22 ноября, в Великобритании 20 декабря. В России фильм вышел 12 декабря 2019 года.

## Сюжет
На первый взгляд, она (Ольга Куриленко) всего лишь курьер на чёрном мотоцикле, стремительно пронзающем ночной Лондон. Но даже в огромном мегаполисе красотке удаётся ускользнуть от уличных камер, и её имя невозможно найти ни в одной базе данных. Именно она, дерзкая и неуловимая, бросит вызов могущественному криминальному боссу (Гэри Олдмен). И ему лучше не знать, кто на самом деле эта взрывная брюнетка…

## В ролях
- Ольга Куриленко — курьер
- Гэри Олдмен — Изекиль Мэннингс
- Амит Шах — Ник Мерч
- Алисия Агнесон — агент Симмондс
- Грег Орвис — снайпер
- Крэйг Конуэй — агент Парлоу
- Уильям Моусли — агент Брайант
- Дермот Малруни — специальный агент Робертс
- Каллиопе Джейн Тейлор — Элис Маннингс

## Производство
В октябре 2018 года было анонсировано, что в фильме сыграет Ольга Куриленко, режиссёром выступит Закари Адлер, сценаристами — Адлер, Джеймс Эдвард Баркер, Энди Конуэй и Ники Тейт. Тогда же были названы продюсеры картины: Марк Голдберг и Джеймс Эдвард Баркер (компании Signature Films и Rollercoaster Angel Productions соответственно). В январе 2019 года к касту присоединился Гэри Олдмен, в феврале — Дермот Малруни, Уильям Моусли, Амит Шах, Алисия Агнесон и Крэйг Конуэй.
Съёмки начались в феврале 2019 года.

## Релиз
Компания Lionsgate выпустила триллер «Курьер» в США 22 ноября 2019 года. В Великобритании он вышел 20 декабря. Прокат картины в России начался 12 декабря 2019 года.

## Маркетинг
Локализованный трейлер фильма был опубликован в интернете 24 октября.